# Semen Dacenko
Semen Ołeksandrowycz Dacenko, ukr. Семен Олександрович Даценко (ur. 10 maja 1994 w Połtawie) – ukraiński piłkarz, grający na pozycji obrońcy.

## Kariera piłkarska

### Kariera klubowa
Wychowanek klubu Metalist Charków, barwy którego bronił w juniorskich mistrzostwach Ukrainy (DJuFL). W 2012 roku rozpoczął karierę piłkarską w drużynie FK Ołeksandrija, ale nie rozegrał żadnego spotkania i latem 2012 przeniósł się do Tawrii Symferopol. W 2014 został zaproszony do Illicziwca Mariupol. W sezonie 2015/16 bronił barw Metalista Charków. Po rozwiązaniu Metalista zasilił skład klubu Inhułeć Petrowe. Na początku 2017 wyjechał do Armenii, gdzie występował w Sziraku Giumri. Latem 2017 przeszedł do Mosta FC. 2 września 2018 podpisał kontrakt z FK Lwów. 21 grudnia 2018 opuścił lwowski klub. 17 kwietnia 2019 został piłkarzem Podilla Chmielnicki. 6 września 2019 przeszedł do Nywy Tarnopol.

## Sukcesy i odznaczenia

### Sukcesy piłkarskie
Szirak Giumri
- zdobywca Pucharu Armenii: 2016/17